# Davy Schollen
Davy Schollen, né le 28 février 1978 à Saint-Trond en Belgique, est un footballeur international belge qui joue au poste de gardien de but.

## Biographie
Davy Schollen commence sa carrière comme attaquant et milieu offensif chez les jeunes d'un club amateur de Rummen. Après une blessure du gardien, Schollen prend sa place et ne la quittera plus. Il rejoint Hoegaarden et il y fait ses débuts en équipe première à 16 ans seulement. Ses qualités ne passent pas inaperçues et plusieurs clubs professionnels s'intéressent à lui. À 21 ans, il décide alors de rejoindre Saint-Trond VV et il fait ses débuts en D1 en 1999.
Il prend la place de numéro 1 et enchaîne les bonnes prestations. Prestations remarquées par le voisin du KRC Genk qui le recrute en 2002. Malheureusement, Schollen joue peu. Il est deuxième gardien et ne reçoit que trop rarement sa chance. Pour la saison 2004-2005 il est prêté à NAC Breda et s'y impose comme titulaire. À la fin de la saison, le club le transfère définitivement. Après une début de saison difficile, il perd sa place de titulaire qu'il ne récupèrera qu'en fin de saison à la suite de la blessure de Arno van Zwam. À la fin de la saison, il est prêté pour une saison au RSC Anderlecht où il joue peu. Depuis, Davy Schollen a enfin l'occasion de montrer son talent, notamment lors d'un match contre le Bayern Munich où il réalisa plusieurs arrêts exceptionnels.
Il est sélectionné pour la première fois avec les Diables Rouges le 24 mai 2006 face à la Turquie.

## Palmarès
- International belge en 2006
- Vainqueur de la Coupe de Belgique en 2008 avec le RSC Anderlecht
- Champion de Belgique en 2010 et 2012 avec le RSC Anderlecht
- Vainqueur de la Supercoupe de Belgique en 2010 avec le RSC Anderlecht